# Piscina lunar
Una piscina lunar es una elemento con características de despliegue y recuperación de equipos utilizada por plataformas de perforación marinas, buques de perforación y buques de apoyo al buceo, buques pesqueros, buques de investigación o exploración submarina y de investigación marina y hábitats submarinos. También se le conoce como porche húmedo. Es una apertura que se encuentra en la base del casco, plataforma o cámara que da acceso al agua que se encuentra debajo. Gracias a su ubicación estable, permite a los técnicos o investigadores bajar herramientas e instrumentos al mar de forma segura.
Las piscinas lunares también brindan refugio y protección, de modo que incluso si el barco está en alta mar o rodeado de hielo, los investigadores pueden trabajar cómodamente en lugar de hacerlo en una cubierta expuesta a los elementos. Una piscina lunar también permite a los buzos, campanas de buceo, ROV o pequeñas embarcaciones sumergibles entrar o salir del agua fácilmente y en un entorno más protegido.
Las piscinas lunares se pueden utilizar en cámaras bajo el nivel del mar, especialmente para el uso de buceadores. Su diseño requiere una consideración más compleja en lo que apresión de aire y agua se refiere, debido a su actuación sobre la superficie de la piscina lunar.

## Orígenes
Las piscinas lunares se utilizaron por primera vez en la industria de la extracción de petróleo, debido a la ubicación remota de los yacimientos petrolíferos en alta mar (por ejemplo, en el mares o lagos). Se ha utilizado para perforación, producción, almacenamiento y descarga a embarcaciones más pequeñas encargadas de transportar el petróleo. También está construido para introducir equipos de perforación en el agua desde una plataforma o un barco de perforación.Una piscina lunar requiere tuberías de perforación que se prolonguen verticalmente a través de la estructura o el casco.

## El Glomar Explorer
El Hughes Glomar Explorer fue un barco que pesaba 51 300 toneladas y medía 619 pies (188,7 m) construido por los Estados Unidos a principios de los años 70 para la recuperación de un submarino soviético hundido en el fondo del Pacífico. El diseño del barco se inspiró en gran medida en los barcos de perforación petrolífera e incluía una piscina lunar que medía de 61 m x 23 m x 20 m, en el que se iba a recuperar el submarino, con el fondo de la piscina lunar cerrada por dos compuertas que permitirían examinar el buque recuperado en la superficie cubierto y en condiciones idóneas. Este fue un uso singular de una piscina lunar y también posiblemente la piscina lunar más grande construida hasta la fecha.

## En hábitats submarinos

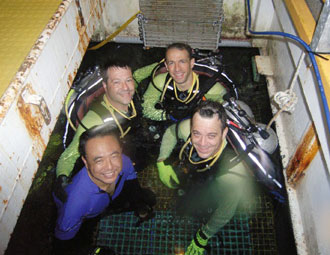
Tripulación NEEMO 13 en el porche húmedo/piscina lunar del Aquarius.

Las piscinas lunares muy profundas se utilizan en hábitats submarinos: cámaras sumergidas utilizadas por buzos dedicadas a la investigación, exploración, salvamento marino y recreación submarina. En este caso, mostrado en la pieza D de la galería, no hay acceso seco entre la cámara y la superficie del mar, y la piscina lunar es la única entrada o salida a la cámara. Las cámaras sumergidas proporcionan zonas secas para trabajar y descansar sin necesidad de ascender a la superficie. Este tipo de cámara sumergida utiliza los mismos principios que la campana de buceo, excepto que están fijadas al fondo del mar y pueden denominarse porche húmedo, cuarto húmedo o campana húmeda. A veces, el término piscina lunar se utiliza para referirse a la cámara completa, no sólo a la apertura en el fondo y la conexión física entre aire y agua.
La alternativa a una piscina lunar en un hábitat submarino es la cámara de bloqueo, que es esencialmente como un submarino fijo, que mantiene presiones de aire internas más bajas que la presión ambiental del mar hasta una atmósfera, con una esclusa de aire para permitir la entrada y salida bajo el agua. Los hábitats submarinos pueden tener estancias conectadas con piscinas lunares y cámaras de bloqueo.
- SEALAB II (Marina de los EE. UU.)
- El laboratorio de Florida, Aquarius, donde se le llama porche húmedo.[6]

## En barcos pesqueros
Las piscinas lunares se utilizan cada vez más en los buques pesqueros palangreros para permitir el transporte del aparejo en condiciones climáticas adversas. También reducen la exposición del pescado al aire y mejoran su calidad. Junto con las líneas de espantapájaros, el equipo de tiro de la piscina lunar reduce el riesgo de que los peces se caigan o sean devorados por las aves de presa.

## Galería

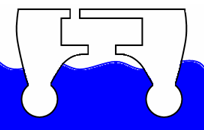
Sección transversal de una piscina lunar abierta sobre la línea de flotación, en un catamarán o una plataforma semisumergible.
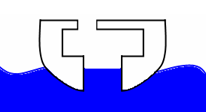
Una piscina lunar abierta en la línea de flotación, en un barco o estructura flotante.
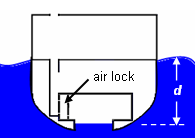
Una piscina lunar debajo de la línea de flotación en una cámara hermética, en un barco o estructura flotante.
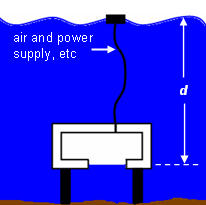
Una piscina lunar debajo de la línea de flotación en una cámara sumergida herméticamente.